# Rusizi Nationalpark
Rusizi Nationalpark er en nationalpark i Burundi, der ligger ved Rusizi-floden.
Den ligger 15 km nord for byen Bujumbura og hjemsted for flodheste og sitatungaer. En Nilkrokodille der kaldes Gustave, påstås at have dræbt 300 mennesker her.